# Acropora russelli
Acropora russelli är en korallart som beskrevs av Wallace 1994. Acropora russelli ingår i släktet Acropora och familjen Acroporidae. IUCN kategoriserar arten globalt som sårbar. Inga underarter finns listade i Catalogue of Life.